# Chinon
Chinon [ʃiˈnɔ̃] è un comune francese di 8 450 abitanti sottoprefettura del dipartimento dell'Indre e Loira, nella regione del Centro-Valle della Loira. È bagnata dalla Vienne.
I suoi abitanti si chiamano Chinonais [ʃinɔˈnɛ].

## Luoghi d'interesse
Chinon è una Ville d'Art et d'Histoire.
- Castello di Chinon
- La chapelle Sainte-Radegonde
- Museo Giovanna d'Arco
- Museo animato del Vino
- Museo degli Amici della vecchia Chinon
- Museo delle Arti e delle Tradizioni popolari
- Maison de la Rivière

## Società

### Evoluzione demografica

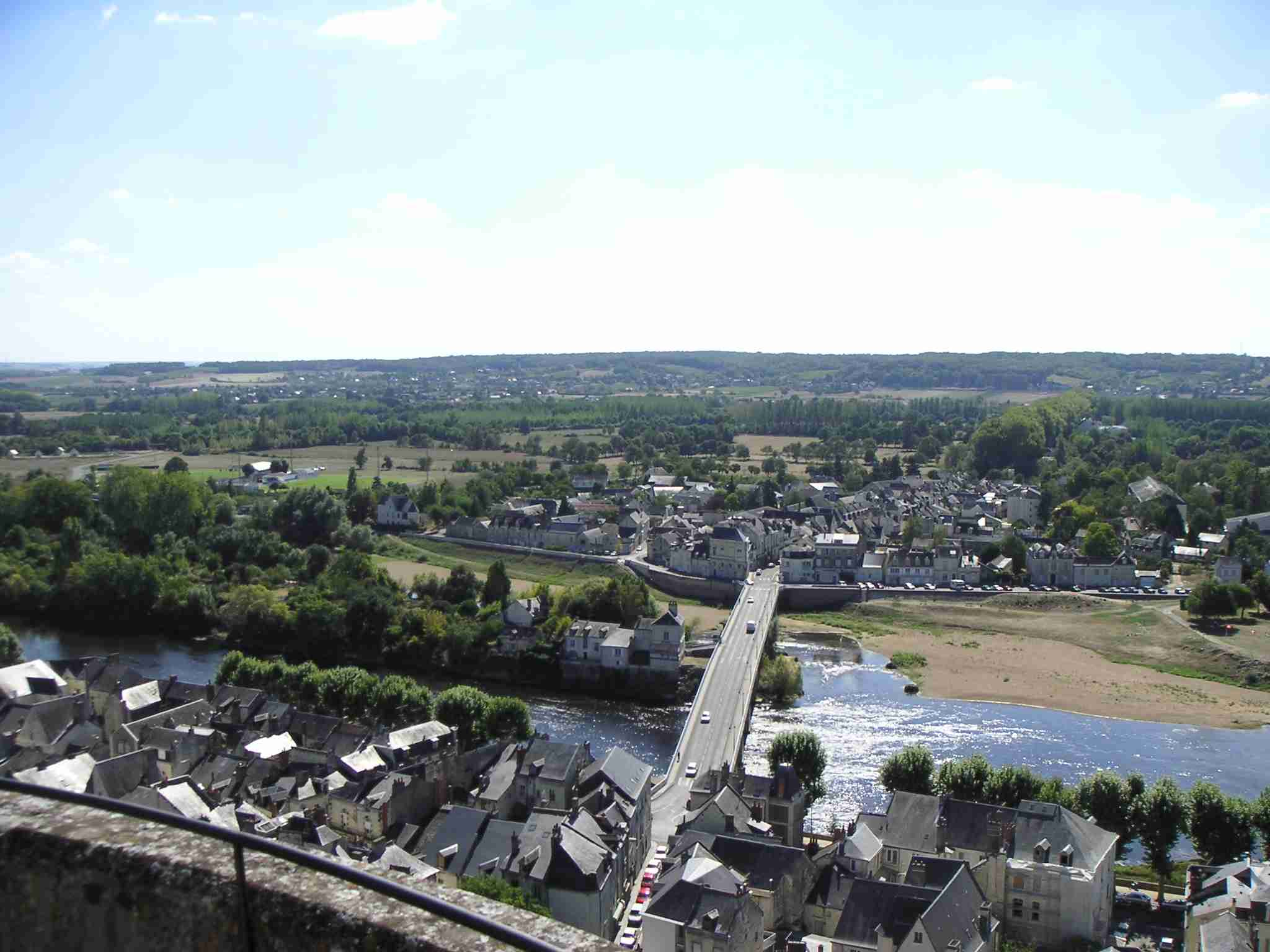
Le rive della Vienne dal castello

Abitanti censiti

## Amministrazione

### Gemellaggi
- Hofheim am Taunus
- Tiverton
- Certaldo